# Tata major
Tata major (ang. Major Dad) – amerykański serial komediowy emitowany w latach 1989-1993. Treścią serialu są perypetie majora armii amerykańskiej, który wiąże się z Polly samotnie wychowującą trójkę córek.

## Główne role
- Chelsea Hertford – Casey Cooper MacGillis
- Gerald McRaney – Major John D. „Mac” MacGillis
- Marisa Ryan – Elizabeth Cooper MacGillis
- Matt Mulhern – Lt. Eugene „Gene” Holowachuk
- Nicole Dubuc – Robin Cooper MacGillis
- Shanna Reed – Polly Cooper MacGillis